# Друга влада Миленка Веснића
Друга влада Миленка Веснића је била влада Краљевине Срба, Хрвата и Словенаца која је владала од 18. августа 1920. до 1. јануара 1921. године.

## Историја

### Рапалски споразум
Приликом омеђивања својих граница, Краљевина Срба, Хрвата и Словенаца је највише територијалних спорова имала са Италијом. Коначно, питање граница решено је Рапалским мировним споразумом којим је Италија и признала постојање границе (12. новембар 1920. година). Италијанска влада је приликом преговарања била у повољнијем положају. Она је као медитеранска велесила имала јачи положај према Француској и Британији, али је и својом окупацијом држала широки југословенски јадрански појас кога је користила као залог за спровођење Лондонског пакта. Коначно, на италијанској страни стајали су јединствени и потпуно сложни преговарачи, са јасним циљем и дипломатском вештином, за разлику од југословенске стране где су представници били раздељени, при чему се Миленко Веснић са својим гледиштима сукобљавао са Антом Трумбићем. Све то довело је до тога да југословенска страна попусти и да под италијанску власт пређу и неки градови који првобитно нису озбиљно долазили у обзир. У једној тачки су, међутим, обе стране биле сагласне: тачка да ће обе стране будно пазити да се сенжерменски и тријанонски мировни споразуми испуне до краја и тачка да ће обе државе предузети све мере како би спречиле повратак хабзбуршке династије на престола Аустрије и Мађарске. Много тежи и значајнији био је јадрански спор. Преговори о томе прекидани су више пута, мада су грађани обе државе вршили притисак на своје владе да се спор што пре реши. Италијанска дипломатија овде се показала вештијом. Председник САД, Вудро Вилсон, је 1919. године показивао склоност да се питање реши у корист Краљевине СХС. Међутим, по његовом одласку у Америку, Британија и Француска почеле су да врше притисак на југословенску владу да попусти. Лојд Џорџ је, нпр, захтевао да се јадранско питање реши што пре јер је угрожавало европску равнотежу мира. Француски премијер Милеран још је јаче вршио притисак на Трумбића да прихвати италијанске захтеве. Када је Британија и званично изјавила да је решење јадранског спора питање Италије и Краљевине СХС, спор је био решен. Британија је овом изјавом напустила слабију страну, југословенску, и препустила је италијанском империјализму. Тако је потписан Рапалски мировни уговор.
Рапалским споразумом Задар је припао италијанској држави. Поред Задра, Италији су припале још неке области са укупно 600.000 Југословена (Западна Крањска, Истра са Трстом, јадранска острва). Посебно битну тачку уговора представљала је она којом је решено ријечко питање. Лондонским уговором Ријека није обећана Италијанима, мада су они сматрали да јесте. Током рата је Ријеку заузео један српски пешадијски одред под командом пуковника Максимовића. Он је спречио да у град уђу италијанске окупационе трупе. Споразумом са Италијанима, Максимовић је пристао да евакуише град, под условом да у њега не уђе ниједан италијански војник. Ипак, након евакуације, италијански генерал Сан Марцано наредио је да у град насрне гомила припремљених италијанских војника и да са гувернерове палате скину заставу Краљевине СХС, а да се протера велики жупан са својим особљен. Како Вудро Вилсон није хтео да дозволи да Ријека припадне Италијанима, песник Габријел Д Анунцио је 1919. године организовао побуну којом је покушао да „спаси Ријеку за Италијане“. Тиме је хтео спречити да Ријека постане нека врста тампон-зоне Лиге народа између Италије и Југославије. Уз интервенцију великих сила, Ријека је Рапалским споразумом проглашена за независну државу. Тиме је територијални спор са Италијом и коначно решен.

## Рад Уставотворне комисије
Устав за целу Краљевину СХС није постојао. У свакодневној политичкој пракси Влада се позивала на поједина решења српског Устава који је био погажен већ самим чином уједињења. Државноправни провизоријум је резултат чињенице да Влада није желела да протегне српски устав на нову државу. На подручју нове државе било је шест различитих законодавстава. Док је Демократска странка била на власти, краљу је достављен Указ којим је предложено распуштање Привременог народног представништва и расписивање избора за Уставотворну скупштину. Демократе су биле против покрајинских аутономија које су тада постојале. Краљево одбијање да испуни захтеве из Указа довело је до Давидовићеве оставке. Током Веснићевог мандата коначно су решени спорови са суседним државама, чиме су дефинитивно утврђене границе Краљевине. Био је то предуслов за стварање бирачких јединица. Опште бирачко право било је предвиђено Крфском декларацијом. Опште право гласа имало је око 25% становништва. Бирачко право није дато припадницима националних мањина, сем мањинама словенског порекла и онима који су се декларисали као држављани Краљевине. Официри, подофицири и војници нису имали право гласа. Бирачко право имао је сваки мушкарац са навршених 21 годину, држављанин Краљевине који је најмање 6 месеци настањен у општини боравишта. Због великог броја неписмених, гласало се куглицом. Избори за Уставотворну скупштину одржани су 28. новембра 1920. године. Изашло је 65% гласача. Демократска странка добила је највише гласова и мандата, затим Народна радикална странка, и на трећем месту КПЈ.
Пре доношења Видовданског устава појавио се проблем са пословником за Уставотворну скупштину који је довео у питање сувереност њеног одлучивања. Наиме, у пословнику је постојала одредба да посланици, уколико желе да врше своју дужност, чим буду изабрани морају положити заклетву краљу. Пословник није био у складу са Изборним законом и прејудицирао је коначан облик државног уређења који је тек требало да буде утврђен уставом. Пословник су бранили радикали и демократе истичући да Уставотворна скупштина није суверена и да не постоји могућност да она не потврди институцију краља. Хрватска заједница, КПЈ и СЛС истицали су да се ради о незаконитом акту. Пословник је другом одредбом прекршио начело Крфске декларације о усвајању одлука двотрећинском већином предвиђајући да је за доношење Устава потребна проста већина (50% + један глас).
Постојали су различити нацрти новог устава. Радикали и демократе били су за централистичко државно уређење. И поред разлика које су их делиле, Прибићевић и Давидовић сагласили су се око нацрта новог устава. Њима се супротставио Стјепан Радић на челу Хрватске пучке сељачке странке (до 1920). Они су предлагали федеративну, сељачку државу састављену од Србије, Хрватске и Словеније, док би се остале територије (Црна Гора, Босна, Херцеговина, Војводина) определиле коме ће се придружити. Демократе и радикали стајали су на истој страни у борби за устав. Демократе су заузимале радикалнији став: један народ, насупрот радикалском компромису о троименом народу.

## Обзнана
Избори за Уставотворну скупштину показали су влади снажан успон Комунистичке партије Југославије. Она је на Другом конгресу у Вуковару имала већ око 500.000 чланова. Освојила је треће место по броју мандата, а четврто по броју гласова на изборима. Државни врхови око камариле и владе имали су разлога да се прибојавају бољшевичке опасности. Камарила је снажно превирање у радним масама приписивала утицају КПЈ. Учестали су у овом периоду штрајкови радника од којих је најшире размере попримио штрајк хусинских рудара (22. децембар 1920. године). У сукобу рудара и сељака са једне и органа власти са друге стране, погинуло је 32 рудара и сељака, а многи су тешко рањени. Камарила је овај догађај искористила као добар повод да се обрачуна са КПЈ. Веснићева влада није се обратила Уставотворној скупштинизбог бојазни да би опозиција осујетила њен план, већ је сама објавила акт којим је јавност ставила пред свршен чин. Обзнана је донета ноћу 29. на 30. децембар 1920. године. Образложење владе била је опасност од револуционарног преврата комуниста. Документ указује на бољшевичку болест звану комунизам која је савладала Русију и Мађарску, док су је Енглеска, Француска, Немачка, САД и друге уређене и богате државе сузбиле на самом почетку. Чехословачка ових дана морала је да учини то исто. До решења Устава, Обзнана је забранила сваку комунистичку пропаганду, затворила њена зборишта, забранила њихове новине и друге списе и одредила да се отпусте сви државни чиновници који фаворизују бољшевизам. Комунистички посланици Уставотворне скупштине указивали су на незаконитост Обзнане, али су бројнији од њих били противници комунизма. Уставотворна скупштина озаконила је Обзнану те је представничко тело Краљевине СХС добило легално средство борбе против комуниста.

## Чланови владе
| Функција                                                         | Слика | Име и презиме       | Детаљи                   |
| ---------------------------------------------------------------- | ----- | ------------------- | ------------------------ |
| Председник Министарског савета                                   |       | Миленко Р. Веснић   |                          |
| Министар иностраних дела                                         |       | Анте Трумбић        | до 22.11.1920.           |
| Министар иностраних дела                                         |       | Миленко Р. Веснић   | од 22.11.1920.           |
| Министар војске и морнарице                                      |       | Бранко Јовановић    |                          |
| Министар унутрашњих дела                                         |       | Милорад Драшковић   |                          |
| Министар правде                                                  |       | Марко Н. Трифковић  |                          |
| Министар просвете                                                |       | Светозар Прибићевић |                          |
| Министар финансија                                               |       | Коста Стојановић    |                          |
| Министар грађевина                                               |       | Јован П. Јовановић  |                          |
| Министар трговине и индустрије                                   |       | Момчило А. Нинчић   |                          |
| Министар пољопривреде и вода                                     |       | Велизар С. Јанковић |                          |
| Министар пошта и телеграфа                                       |       | Мате Дринковић      | до 23.12.1920.           |
| Министар пошта и телеграфа                                       |       | Момчило А. Нинчић   | заступник                |
| Министар шума и руда                                             |       | Иван Ковачевић      |                          |
| Министар социјалне политике                                      |       | Вјекослав Куковец   |                          |
| Министар народног здравља                                        |       | Живојин Рафајловић  |                          |
| Министар вера                                                    |       | Павле Д. Маринковић |                          |
| Министар припреме за Уставотворну скупштину и изједначење закона |       | Марко Н. Трифковић  | заступник, до 20.8.1920. |
| Министар припреме за Уставотворну скупштину и изједначење закона |       | Лазар Марковић      | од 20.8.1920.            |
| Министар аграрне реформе                                         |       | Хинко Кризман       |                          |
| Министар исхране и обнове земље                                  |       | Ристо Јојић         |                          |
| Министар саобраћаја                                              |       | Антон Корошец       | до 14.12.1920.           |
| Министар саобраћаја                                              |       | Јован П. Јовановић  | заступник                |